# شرکت بهره‌برداری نفت و گاز آغاجاری
شرکت بهره‌برداری نفت و گاز آغاجاری، شرکت نفت و گاز ایرانی است، که به‌عنوان زیرمجموعه‌ای از شرکت ملی مناطق نفت‌خیز جنوب، در زمینه تولید و بهره‌برداری، فرآورش و انتقال نفت خام و گاز طبیعی، همچنین تولید میعانات گازی فعالیت می‌کند. ظرفیت تولید نفت این شرکت به‌طور میانگین معادل ۶۱۵ هزار بشکه در روز و ظرفیت تولید گاز آن در حدود ۲۰ میلیون متر مکعب در روز می‌باشد، این شرکت همچنین روزانه ۳۰ هزار بشکه میعانات گازی نیز تولید می‌نماید. شرکت نفت و گاز آغاجاری مالک شبکه‌ای از ۷ هزار کیلومتر خطوط لوله انتقال، ۱۲ مجتمع بهره‌برداری، ۱۸ ایستگاه تقویت فشار گاز، ۸ پالایشگاه گاز و گازمایع و ۴ کارخانه نمک‌زدایی می‌باشد.
دفتر مرکزی این شرکت در شهر امیدیه، استان خوزستان قرار دارد و تأسیسات آن در ۳ استان خوزستان، بوشهر و کهگیلویه و بویراحمد مستقر می‌باشند. شرکت نفت و گاز آغاجاری، بهره‌برداری از ۸ میدان نفتی را برعهده دارد، که عملیات تولید از میادین آغاجاری، کرنج، پرنج، پارسی و رامشیر را به صورت مستقل و میادین رگ‌سفید، پازنان و مارون را به صورت مشترک با شرکت‌های دیگر انجام می‌دهد.

## تاریخچه
هسته اولیه شکل‌گیری این شرکت و احداث نخستین تأسیسات آن در سال ۱۳۱۵ در پی کشف میدان نفتی آغاجاری، به وسیلهٔ شرکت نفت ایران و انگلیس راه‌اندازی شد. نخستین زیرساخت‌های جمع‌آوری و تولید گاز طبیعی در حوزه کنونی فعالیت شرکت نفت و گاز آغاجاری نیز در همین سال (۱۳۱۵) در پی حفاری چاهی که با هدف تولید نفت در میدان نفتی پازنان حفر شده بود، احداث گردید. فعالیت تولیدی در منطقه آغاجاری، با حفر چاه آغاجاری-۱ در سال ۱۳۱۷ آغاز شد. در اواخر سال ۱۳۱۷ نیز چاه شماره ۳ آغاجاری به بهره‌برداری رسید. در سال ۱۳۲۳ نخستین محموله نفت خام تولید شده در میدان نفتی آغاجاری از طریق خط لوله امیدیه-آبادان، به پالایشگاه آبادان ارسال شد و تا سال ۱۳۲۹ منطقه نفتخیز آغاجاری در حدود نیمی از ظرفیت تولید نفت کشور را از طریق ۱۶ حلقه چاه تأمین می‌کرد. در سال ۱۳۴۲ با احداث خط لوله ۴۲ اینچ انتقال نفت خام از آغاجاری به خارک، نفت تولید شده در منطقه آغاجاری، برای نخستین بار به صادرات اختصاص داده شد. در سال ۱۳۴۳ میدان نفتی رگ‌سفید با مساحت ۲۹ هزار ۵۸۳ هکتار و ذخیره ۱۶ میلیارد بشکه نفت درجا و میدان نفتی پارسی با مساحت ۱۴ هزار و ۹۳۳ هکتار و ذخیره ۱۰ میلیارد بشکه نفت درجا، کشف و به بهره‌برداری رسیدند. سال ۱۳۴۶ تولید نفت در منطقه آغاجاری از مرز یک میلیون بشکه در روز گذشت.
شرکت خاص خدمات نفت ایران (به انگلیسی: Oil Service Company of Iran) به‌اختصار آسکو (به انگلیسی: OSCO) در سال ۱۳۵۳ تأسیس شد. این شرکت فعالیت خود را به‌عنوان پیمانکار طرف قرارداد شرکت ملی نفت ایران، با مرکزیت مسجدسلیمان آغاز نمود. شرکت آسکو در زمینه اکتشاف و مطالعه میدان‌ها، برنامه‌ریزی و اجرای عملیات حفاری، طراحی، نصب و راه‌اندازی تأسیسات، احداث خطوط لوله، تهیه طرح پیشنهادی برنامه‌های توسعه میدان‌ها و اجرای پروژه‌های ازدیاد برداشت، همچنین برآورد بودجه‌های ارزی و ریالی فعالیت می‌کرد. پس از راه‌اندازی شرکت آسکو، عملیات تولید از میدان‌های نفت و گاز مستقر در منطقه آغاجاری نیز همچون سایر مناطق نفتخیز کشور، به این شرکت واگذار شد.
پس از وقوع انقلاب ۱۳۵۷ در ایران و خروج بخش اعظم کارشناسان خارجی و شرکت‌های بین‌المللی صنعتی از کشور، سپس تغییر ساختار سازمان‌ها و شرکت‌های دولتی، شرکت آسکو و شرکت عملیات غیرصنعتی، با هم ادغام شدند و مدیریت مناطق نفتخیز را در شرکت ملی نفت ایران تشکیل دادند. دفتر مرکزی این شرکت نیز به شهر اهواز منتقل شد. این شرکت به‌عنوان متصدی کلیه عملیات مربوط به بخش بالادستی و پایین‌دستی صنایع نفت و گاز سراسر کشور، منهای میدان‌های دریایی مستقر در خلیج فارس که مدیریت آن‌ها برعهده شرکت نفت فلات قاره ایران بود، را در بر می‌گرفت و مدیریت تولید از مخازن کنونی شرکت نفت و گاز آغاجاری نیز به مدیریت مناطق نفتخیز محول شد. در این دوره تقسیمات جغرافیایی در مناطق نفتخیز انجام شد و مناطق آغاجاری، مسجدسلیمان، گچساران، اهواز، مارون و خارک شکل گرفت، که مدیریت بهره‌برداری هر منطقه نیز به یک رئیس منطقه واگذار گردید. پس از پایان جنگ ایران و عراق، مدیریت مناطق نفتخیز، به مدیریت تولید مناطق خشکی تغییر نام داد.
در سال ۱۳۷۷ مدیریت تولید مناطق خشکی به شرکت ملی مناطق نفت‌خیز جنوب ارتقاء پیدا کرد و برنامه‌ریزی بمنظور تغییر ساختار این شرکت با هدف تفکیک نمودن حوزه عملیاتی آن آغاز شد. سال ۱۳۷۸ با هدف اجرای سیاست‌ها و برنامه‌های وزارت نفت، مبنی بر ایجاد تغییر و تحول در نحوه اداره فعالیت‌های حاکمیتی از تصدی‌گری، ساختار سازمانی شرکت ملی مناطق نفت‌خیز جنوب مورد بازنگری قرار گرفت و سازمان عملیاتی آن به ۲ شاخه اصلی شامل؛ ستاد مرکزی و شرکت‌های تابعه تفکیک گردید. سپس ۵ شرکت بهره‌برداری از دارایی‌های بخش تولید نفت و گاز مناطق نفتخیز جنوب تأسیس شدند. شرکت بهره‌برداری نفت و گاز آغاجاری نیز به‌عنوان یکی از ۵ شرکت بهره‌بردار تابع شرکت ملی مناطق نفتخیز جنوب، فعالیت عملیاتی خود را از سال ۱۳۷۹ آغاز کرد. شرکت بهره‌برداری نفت و گاز آغاجاری هم‌اکنون با تولید روزانه ۶۱۵ هزار بشکه نفت خام، پس از شرکت بهره‌برداری نفت و گاز کارون و شرکت بهره‌برداری نفت و گاز گچساران، سومین تولیدکننده نفت زیرمجموعه مناطق نفتخیز جنوب بشمار می‌آید و به‌طور میانگین مسئولیت تولید ۱۰٪ از مجموع ظرفیت تولید نفت ایران را برعهده دارد.

## محدوده جغرافیایی
دفتر مرکزی شرکت نفت و گاز آغاجاری در فاصله ۱۲۵ کیلومتری اهواز در جنوب غربی کشور ایران و جنوب شرقی استان خوزستان در شهرستان امیدیه واقع شده‌است. منطقه جغرافیایی تحت مدیریت شرکت بهره‌برداری نفت و گاز آغاجاری در حدود ۲۵ هزار کیلومتر مربع گستردگی دارد و تاسیسات آن در نقاط کوهستانی و صعب‌العبور استان‌های خوزستان، کهگیلویه و بویر احمد و سواحل استان بوشهر مستقر می‌باشند.

## عملیات
شرکت بهره‌برداری نفت و گاز آغاجاری در حدود ۱۲٪ از ظرفیت تولید نفت کشور را برعهده دارد. وظیفه اصلی این شرکت تولید نفت خام، گاز طبیعی و مایعات گازی، همچنین تزریق گاز به مخازن نفتی تحت مدیریت آن می‌باشد. شرکت نفت و گاز آغاجاری ۲۵٪ از نفت شرکت ملی مناطق نفتخیز جنوب را تولید می‌نماید و بیش از ۳۰٪ مایعات گازی خوراک پتروشیمی بندرامام و روزانه ۱۱ هزار بشکه نفتا شرکت پتروشیمی بوعلی سینا را نیز تأمین می‌کند.

## تولید

### نفت خام
ظرفیت تولید نفت خام شرکت بهره‌برداری نفت و گاز آغاجاری به‌طور میانگین در حدود ۵۵۰ هزار بشکه در روز می‌باشد، که محصولات تولیدی آن جهت تأمین خوراک مجتمع‌های پتروشیمی، پالایشگاه‌های داخل کشور و صادرات مورد استفاده قرار می‌گیرند. بزرگترین میدان تحت مدیریت این شرکت، میدان نفتی آغاجاری می‌باشد، که به عنوان یکی از بزرگترین میدان‌ها نفتی ایران شناخته می‌شود.

### گاز طبیعی
شرکت نفت و گاز آغاجاری روزانه به‌طور متوسط ۷۸۰ میلیون فوت مکعب گاز طبیعی تولید می‌کند، که پس از جمع‌آوری، مایعات گازی همراه، در کارخانجات و ایستگاه‌های تفکیک این شرکت جداسازی شده، سپس گاز طبیعی خشک، توسط خطوط لوله به ۸ پالایشگاه گاز و گازمایع این شرکت ارسال می‌شود و پس از فرآورش، نیمی از آن برای مصارف سوخت، توسط خطوط لوله انتقال گاز طبیعی، به شرکت ملی گاز ایران تحویل داده می‌شود و نیمی دیگر بمنظور تزریق به میدان‌های نفتی، به ۱۸ ایستگاه افزایش فشار و تزریق گاز این شرکت ارسال می‌گردد.

### میعانات گازی
شرکت نفت و گاز آغاجاری علاوه بر تولید نفت و گاز، به‌طور میانگین معادل ۳۰ هزار بشکه در روز میعانات گازی تولید می‌کند. این شرکت بیش از ۳۰٪ میعانات گازی خوراک مورد نیاز پتروشیمی بندرامام و پتروشیمی ماهشهر را تأمین می‌کند.

### نفتا
شرکت نفت و گاز آغاجاری با تولید ۱۱ هزار بشکه در روز نفتا، بخشی از خوراک مورد نیاز شرکت پتروشیمی بوعلی را تأمین می‌کند، همچنین تأمین بخشی از خوراک پالایشگاه اصفهان و پالایشگاه آبادان را نیز برعهده دارد. مازاد تولید نفتای این شرکت به‌طور روزانه، از طریق خطوط لوله صادراتی، به جزیره خارک و مخازن شرکت پایانه‌های نفتی ایران ارسال می‌شود.

## میدان‌های نفتی
شرکت بهره‌برداری نفت و گاز آغاجاری مدیریت ۸ میدان نفتی را برعهده دارد:
| - میدان نفتی آغاجاری - میدان نفتی کرنج - میدان نفتی پرنج - میدان نفتی پارسی | - میدان نفتی رامشیر - میدان نفتی رگ سفید - میدان نفتی پازنان - میدان نفتی مارون |

### میدان نفتی آغاجاری
میدان نفتی آغاجاری در ۹۰ کیلومتری جنوب شرقی اهواز و در مجاورت میدان‌های مارون، پازنان، کرنج و رامشیر قرار دارد. این مخزن با مساحت ۳۸۸۵۰ هکتار و ذخیره نفت در جای اولیه ۲۶٫۴۲۸ میلیون بشکه، در سال ۱۳۱۵ کشف و در سال ۱۳۱۷ خورشیدی به بهره‌برداری رسید. تعداد چاه‌های این مخزن ۲۱۸ حلقه می‌باشد، که ۷۳ حلقه نفتی، ۳ حلقه گازی، ۳۶ حلقه مشاهده‌ای و مابقی تزریقی، توصیفی، معلق و متروکه است. بر روی این مخزن پنج واحد بهره‌برداری شماره ۱ تا ۵ آغاجاری احداث گردیده که تعداد ۲۲ حلقه از این میدان از طریق فرازآوری با گاز در مدار تولید می‌باشند. در این راستا ایستگاه فرازآوری با گاز آغاجاری به همراه ۳ حلقه چاه گازی، گاز مورد نیاز این عملیات را فراهم می‌سازند. ظرفیت تزریق گاز به این میدان روزانه ۲ میلیارد فوت مکعب گاز است و گاز مورد نیاز برای تزریق به این میدان از فازهای ۶، ۷ و ۸ پارس جنوبی تأمین می‌شود.

### میدان نفتی کرنج
میدان نفتی کرنج از میدان‌های نفتی ایران است، که در استان خوزستان در ۱۱۵ کیلومتری شرق اهواز و بین میدان نفتی آغاجاری و میدان نفتی پارسی واقع شده‌است. میدان کرنج در سال ۱۹۶۳ با حفر چاه شماره یک کشف و بهره‌برداری از آن یک سال بعد شروع شد و از سال ۱۳۷۱ تزریق گاز در آن آغاز شده‌است. ظرفیت تولید نفت میدان نفتی کرنج در حدود ۲۳۷ هزار بشکه در روز است. میدان نفتی کرنج از میدان‌ها تحت مدیریت شرکت ملی مناطق نفت‌خیز جنوب است، که عملیات تولید نفت و تزریق گاز در آن، توسط شرکت بهره‌برداری نفت و گاز آغاجاری انجام می‌شود.

### میدان نفتی پرنج
میدان نفتی پرنج از میدان‌های نفتی ایران است، که در استان خوزستان و در نزدیکی شهرستان امیدیه قرار دارد. این میدان که در همسایگی میدان نفتی پارسی و میدان نفتی کرنج مستقر می‌باشد، در حوزه عملیاتی شرکت بهره‌برداری نفت و گاز آغاجاری واقع شده‌است. میدان پرنج از سال ۱۳۸۶ با یک حلقه چاه وارد مدار تولید شد که با تولیدی شدن دومین چاه حفر شده در این میدان، تولید نفت آن به روزانه ۸ هزار بشکه نفت سبک افزایش یافت. پس از تزریق گاز و توسعه و گسترش کوهانک شرقی، تولید از میدان پرنج تا روزانه ۱۶ هزار بشکه قابل افزایش است. میدان نفتی پرنج، یک میلیارد و ۶۰۰ میلیون بشکه نفت درجا بر اساس مطالعات اکتشاف و تولید و نفتی مرغوب و سبک دارد و دارای بازیافت اولیه ۱۶ درصد و بازیافت ثانویه ۱۴ درصد است.

### میدان نفتی پارسی
میدان نفتی پارسی از میدان‌های نفتی ایران می‌باشد، که در استان خوزستان در فاصله ۱۳۰ کیلومتری جنوب شرق اهواز قرار دارد. طول این میدان ۳۶ کیلومتر و عرض آن ۷ کیلومتر است. میدان نفتی پارسی در ناحیه فروافتادگی دزفول شمالی در شمال میدان نفتی آغاجاری، یکی از مخازن نفتی جنوب غرب ایران محسوب می‌شود، که در سال ۱۳۴۳ کشف و در سال ۱۳۴۵ بهره‌برداری از آن آغاز شد. میدان نفتی پارسی در مجاورت میدان نفتی کرنج در حوزه عملیاتی شرکت ملی مناطق نفت‌خیز جنوب قرار دارد. این میدان که از شکستگی‌های زیادی برخوردار است از ۴۹ حلقه چاه نفتی شامل ۷ حلقه چاه تزریق گاز، ۱۵ حلقه چاه مشاهده‌ای و یک حلقه چاه متروکه تشکیل شده‌است.

### میدان نفتی رامشیر
میدان نفتی رامشیر میدان نفتی، در جنوب غربی ایران و در استان خوزستان، در ۱۴۵ کیلومتری جنوب شرقی اهواز و در مجاورت میدان نفتی شادگان، میدان نفتی رگ‌سفید و میدان نفتی آغاجاری مستقر می‌باشد. وجود نفت در میدان رامشیر در سال ۱۳۴۱ اثبات و از سال ۱۳۴۵ تولید از آن آغاز شد. این مخزن ظرفیت تزریق و دریافت روزانه ۶۰ میلیون فوت مکعب معادل یک میلیون و ۷۰۰ هزار متر مکعب گاز و ۱۰ هزار بشکه مایعات گازی را دارد. گاز مورد نیاز این میدان به میزان ۱٫۳۳ میلیون متر مکعب در روز از آغارودالان تأمین که پس از فشارافزایی همراه با ۱۰ هزار بشکه مایعات گازی به صورت امتزاجی تزریق می‌شود. در طرح تزریق گاز رامشیر ۶۵ میلیون فوت مکعب گاز از خط ۳۲ اینچ آغار و دالان با فشار حدود ۸۵ تا ۹۵ پام، از طریق احداث ۱۰ کیلومتر خط لوله ۱۰ اینچ زیرزمینی دریافت و به همراه ۱۰ هزار بشکه در روز گاز مایع تأمین شده از طریق ۴ کیلومتر خط لوله ۶ اینچ از مایل ۱۹ ماهشهر با فشار افزایی، به دو حلقه چاه منطقه تزریق می‌شود. تزریق گاز به این مخزن، میزان بازیافت نفت را به ۳۳٫۱ درصد حجم نفت در جا افزایش می‌دهد. طرح تزریق گاز به لایه خامی میدان رامشیر برای بازیافت اولیه، ثانویه و نهایی حاصل از به ترتیب ۳۳۰، ۳۹۰ و۵۲۰ میلیون بشکه نفت طراحی شده‌است.